# Алехандра Барос
Алехандра Барос (на испански: Alejandra Barros) е мексиканска актриса.

## Биография
Алехандра Барос учи специалност „Театър“ в Театралния институт The Lee Strasberg в Ню Йорк; „Кино и телевизия“ в Actor's Studio Film & T.V. School и в Центъра за артистично образование към Телевиса, където получава диплома за професионален актьор.
Първата ѝ поява на телевизионния екран е в теленовелата Confidente de secundaria от 1996 г. Популярност ѝ носи теленовелата Тъмна орис, в която изпълнява главната роля, продуцирана от Салвадор Мехия.

## Филмография

### Теленовели
- Игри на любов и власт (2025) – Мариана Авенданьо
- Цената да те обичам (2024) – Едуарда Салдивар де Ферейра
- Никой като теб (2023) – Тереса Ареола Виясеньор де Мадригал
- Да преодолееш липсата (2022) – Селесте
- Богатите също плачат (2022) – Даниела Монтесинос де Салватиера
- Доня Сандовал (2020) – Елеонора Рохас де Наварете
- И утре ще бъде друг ден (2018) – Диана де Сармиенто
- Дъщери на Луната (2018) – Росаура Рамирес Нието
- Жените в черно (2016) – Жаклин Акоста Валенте вдовица де Ривера
- Не ме оставяй (2015/16) – Хулиета Олмедо Родригес
- Сянката на миналото (2014/15) – Кандела Риверо де Мендоса
- Искам да те обичам (2013/14) – Хулиана Монтесинос Кармона
- Para volver a amar (2010/11) – Барбара Мантия де Еспиноса
- Hasta que el dinero nos separe (2010) – Алисия Авила Дел Вияр
- Душа от желязо (2008/09) – Мариана Камарго
- Аз обичам неустоимия Хуан (2007/08) – Сусана
- Любов без грим (2007)
- La verdad oculta (2006) – Алехандра Балмори Хеновес
- Девствената съпруга (2005) – Сесилия
- Мащеха (2005) – Диана
- Тъмна орис (2003/04) – Мариана Монтенегро Мадригал
- Клас 406 (2002/03) – Адриана Пинеда / Анхела Пинеда
- Navidad sin fin (2001) – Анхела
- María Belén (2001) – Валерия Монтаньо де Санс
- Осмели се да ме забравиш (2001) – Олга Бокер
- За една целувка (2000/01) – Телма
- Лудо влюбени (2000) – Беатрис Сандовал
- Ураган (1997/98) – Росио Медина
- Confidente de secundaria (1996) – Лаура

### Сериали
- Mujeres asesinas (2008) – Джесика Суарес
- S.O.S.: Sexo y otros secretos (2008)
- 13 Miedos (2007) – Кристина
- Vibe (2005)
- Mujer casos de la vida real (2000 – 2003)

### Кино
- Memoria de mis putas tristes (2011) – Флорина де Диос
- Viento en contra (2011) – София Наварете
- Seres: Génesis (2010) – Мариел
- No eres tú, soy yo (2010) – Мария
- Matinée (2009) – Мария
- Amar (2009) – Вирхиния
- Sultanes del Sur (2007) – Туристка
- Mejor es que Gabriela no se muera (2007)
- El viaje de la nonna (2007) – Ана
- Matando Cabos (2004)

### Театър
- Amor, dolor y lo que traía puesto (2012) – Ванеса
- El año próximo a la misma hora (2009) – Дорис
- Chicas católicas (2008)
- Closer (2007)
- Monólogos de la vagina (2006)
- En esta esquina (2005)
- Malcolm y su lucha contra los eunucos (2002)

### Като сценарист
- Cloroformo (2012)
- Los héroes del norte (2012)

## Награди и номинации
Награди TVyNovelas
| Година | Категория                            | Теленовела          | Резултат   |
| ------ | ------------------------------------ | ------------------- | ---------- |
| 2016   | Най-добра актриса в отрицателна роля | Сянката на миналото | Номинирана |
| 2011   | Най-добра актриса в поддържаща роля  | Para volver a amar  | Печели     |
| 2009   | Най-добра актриса в поддържаща роля  | Душа от желязо      | Номинирана |
| 2007   | Най-добра актриса в главна роля      | La verdad oculta    | Номинирана |

Награди Palmas de Oro (2004)
| Категория         | Теленовела | Резултат |
| ----------------- | ---------- | -------- |
| Най-добра актриса | Тъмна орис | Печели   |

Награди People en Español
| Година | Категория                                | Теленовела         | Резултат |
| ------ | ---------------------------------------- | ------------------ | -------- |
| 2011   | Най-добра актриса във второстепенна роля | Para volver a amar | Печели   |